# Parc national de Bamingui-Bangoran
Le parc national du Bamingui-Bangoran est un parc national de la République centrafricaine couvrant une superficie de 10 700 km2. Il est reconnu par l'Unesco en tant que réserve de biosphère depuis 1979.